# Suchi de Mágada
Suchi foi um rei semilendário da dinastia de Briadrata que governou sobre Mágada em sucessão de Vipra, seu pai. Reinou entre 1 039 e 1 017 a.C., segundo algumas reconstituições. Foi sucedido por seu filho Quexemia.